# Augustin Bubník
Augustin Bubník (Prága, 1928. november 21. – Prága, 2017. április 18.) olimpiai ezüstérmes, világbajnok cseh jégkorongozó, edző, politikus.

## Pályafutása
Az 1948-as St. Moritz-i olimpián ezüstérmes lett a csehszlovák válogatottal. Az 1949-es svédországi világbajnokságon aranyérmet szerzett a válogatottal.
1950-ben a csehszlovák bajnokság legeredményesebb játékosa volt. Az LTC Praha, az ATK Praha, a Spartak Brno, a Motorlet Praha és a HC Slovan Bratislava csapataiban játszott.
1950. március 13-án a világbajnokságra indulás előtt kitették a csehszlovák keretből, majd október 7-én letartoztatták. A népi demokrácia elleni kémkedés és hazaárulással vádolták tíz csapattársával együtt. 14 év börtönbüntetésre ítélték. A jáchymovi uránbánya munkatáborában raboskodott. 1955-ben kegyelmet kapott, de sportpályafutását már csak alacsonyabb szinten folytathatta.
1966 és 1969 között a finn válogatott szövetségi kapitánya volt. Az 1970-es és 1980-as években a TJ Zetor Brno vezetőedzője volt.
1998 és 2002 között a cseh parlament tagja volt az ODS (Občanská demokratická strana – Polgári Demokratikus Párt) képviseletében.

## Sikerei, díjai
- Olimpiai játékok
  - ezüstérmes: 1948, St. Moritz
- Világbajnokság
  - aranyérmes: 1949, Svédország